# Mimosa borealis
Pour les articles homonymes, voir Mimosa.
Espèce
Mimosa borealis est une espèce de plantes à fleurs de la famille des Fabaceae dont l'aire de répartition s'étend environ du Kansas au Nouveau-Mexique.